# 鹿児島市立中洲小学校
鹿児島市立中洲小学校（かごしましりつなかすしょうがっこう 英語: Nakasu Elementary School）は、鹿児島県鹿児島市上之園町にある公立小学校。

## 概要
本校は、1871年（明治4年）第九郷校という名称で開校して以来、創立140年を超える歴史と伝統を持つ学校である。
明治維新で大業を成し遂げた西郷隆盛をはじめ、多くの偉人や傑士が生まれ育った地域であり、地区民には「共研の杜」にまつわる行事を今日も継承し、新しい時代の青少年育成に役立てようと努力している方も多い。
学校から400メートルのところに鹿児島中央駅があり、校区は鹿児島市の表玄関という役割を担っている。また、2004年（平成16年）3月の九州新幹線部分開通や同年9月の中央駅商業施設アミュプラザオープン、2011年（平成23年）3月の新幹線全線開通に伴い、以前より人や車の動きが活発になってきている。
本校区は、鹿児島市の旧市街地に位置し、学校・商店街・銀行・病院等のあらゆる公共施設が建ち並び、教育的・文化的環境にも恵まれている。地域的には、市の中心にありながら、市街地周辺の住宅団地開発によるドーナツ化現象で、児童数は一時減少していたが、ここ数年は校区内にマンションが増え、世帯数・児童数ともに微増傾向にある。
子どもたちは明るく素直である。保護者は教育への関心が高く、学校の諸教育活動においても協力的である。

## 児童数
2014年（平成26年）5月1日現在399人（15学級）
- 1年生：51人（2学級）
- 2年生：68人（3学級）
- 3年生：66人（2学級）
- 4年生：67人（2学級）
- 5年生：79人（2学級）
- 6年生：58人（2学級）
- たけのこ：4人
- ひまわり：5人

## 沿革
- 1871年（明治4年） - 鹿児島市高麗町に創立され、第九郷校といわれた
- 1876年（明治9年） - 中洲小学校と改称
- 1887年（明治20年） - 中洲尋常小学校と改称
- 1906年（明治39年） - 中洲尋常高等小学校と改称
- 1908年（明治41年） - 義務教育の延長により、再び中洲尋常小学校と改称
- 1913年（大正2年） - 高麗町から上之園町に移転改築起工
- 1921年（大正10年） - 鹿児島市立荒田小学校創立により、上荒田町、高麗町の一部児童同校へ転学
- 1937年（昭和12年） - 鹿児島市立武小学校創立により、武町、上荒田町の一部児童同校へ転学
- 1941年（昭和16年） - 国民学校制により中洲国民学校と改称
- 1946年（昭和21年） - 仮校舎竣工
- 1947年（昭和22年） - 鹿児島市立中洲小学校と改称
- 1962年（昭和37年） - 講堂新築竣工
- 1966年（昭和41年） - 創立90周年（開校95周年）
- 1972年（昭和47年） - 便所等水洗化工事完了
- 1978年（昭和53年） - 放送室の改善（カラーテレビ、親テレビ設置）
- 1981年（昭和56年） - 体育館床張り替え完成
- 1982年（昭和57年） - 新校舎完成（本館）、普通教室15、職員室・校長室等9
- 1982年（昭和57年） - 国旗掲揚台新設
- 1983年（昭和58年） - 造形砂場新設
- 1985年（昭和60年） - 新体育倉庫設置
- 1986年（昭和61年） - 校舎及び体育館等落成記念式典
- 1986年（昭和61年） - 体育館前築山完成
- 1988年（昭和63年） - 校庭整地工事完了
- 1988年（昭和63年） - 防球フェンス新設
- 1991年（平成3年） - 中洲歴史・国際資料室整備
- 1991年（平成3年） - 中洲小開校120周年記念看板の設置（南校舎屋上）
- 1992年（平成4年） - 放送用スピーカー敷設
- 1996年（平成8年） - 校庭東防球ネット更新
- 2001年（平成13年） - 創立130周年記念下敷き作成（航空写真撮影）
- 2003年（平成15年） - 全学級へノート型パソコン整備、校内LAN整備
- 2003年（平成15年） - 第1回全日本小学校ホームページ大賞県優秀校
- 2004年（平成16年） - 県学校環境緑化コンクール優良賞
- 2004年（平成16年） - 第2回全日本小学校ホームページ大賞県優秀校
- 2004年（平成16年） - 児童クラブ新設（旧コミュニケーション室）
- 2005年（平成17年） - 第3回全日本小学校ホームページ大賞県優秀校
- 2006年（平成18年） - 第4回全日本小学校ホームページ大賞県優秀校
- 2006年（平成18年） - 県学校林等活動コンクール優良賞
- 2006年（平成18年） - 県学校環境緑化コンクール優良賞
- 2007年（平成19年） - 第5回全日本小学校ホームページ大賞県優秀校
- 2007年（平成19年） - 県優良読書活動推進校受賞
- 2008年（平成20年） - プール壁面改修
- 2008年（平成20年） - 校庭表層改修工事
- 2008年（平成20年） - 第6回全日本小学校ホームページ大賞県優秀校
- 2008年（平成20年） - 鹿児島市学校教育研究大会会場校
- 2009年（平成21年） - 中央地区学校保健研究協議会発表・会場校
- 2010年（平成22年） - 緑陰空間芝生整備（中庭等）
- 2010年（平成22年） - ICT整備（電子黒板、デジタルTV、ノートPC等）
- 2010年（平成22年） - ひまわり学級設置
- 2011年（平成23年） - 太陽光発電装置整備
- 2011年（平成23年） - くすのき学級設置
- 2012年（平成24年） - エアコン16教室設置
- 2012年（平成24年） - 租税教育、熊本国税局長より表彰
- 2013年（平成25年） - 電子黒板・PCタブレット等整備

（参照：）